# Gymnopus alpicola
Gymnopus alpicola är en svampart som tillhör divisionen basidiesvampar, och som först beskrevs av Marcel Bon och Ballara, och fick sitt nu gällande namn av Esteve-Rav., V. González, Arenal och Egon Horak. Gymnopus alpicola ingår i släktet Gymnopus, och familjen Omphalotaceae. Arten har ej påträffats i Sverige.